# Enskede skola
Enskede skola är en kommunal grundskola belägen i kvarteret Skiftet vid Mittelvägen i stadsdelen Gamla Enskede i södra Stockholm. Skolans första skolhus uppfördes 1915 och har därefter byggts till i flera etapper. Idag är Enskede skola en av Stockholms största grundskolor med över 900 elever fördelade på förskoleklasser ända upp till årskurs 9. Anläggningen är grönklassad av Stadsmuseet i Stockholm vilket innebär att bebyggelsen anses vara ”särskilt värdefull från historisk, kulturhistorisk, miljömässig eller konstnärlig synpunkt”.

## Historik

### Röda skolan

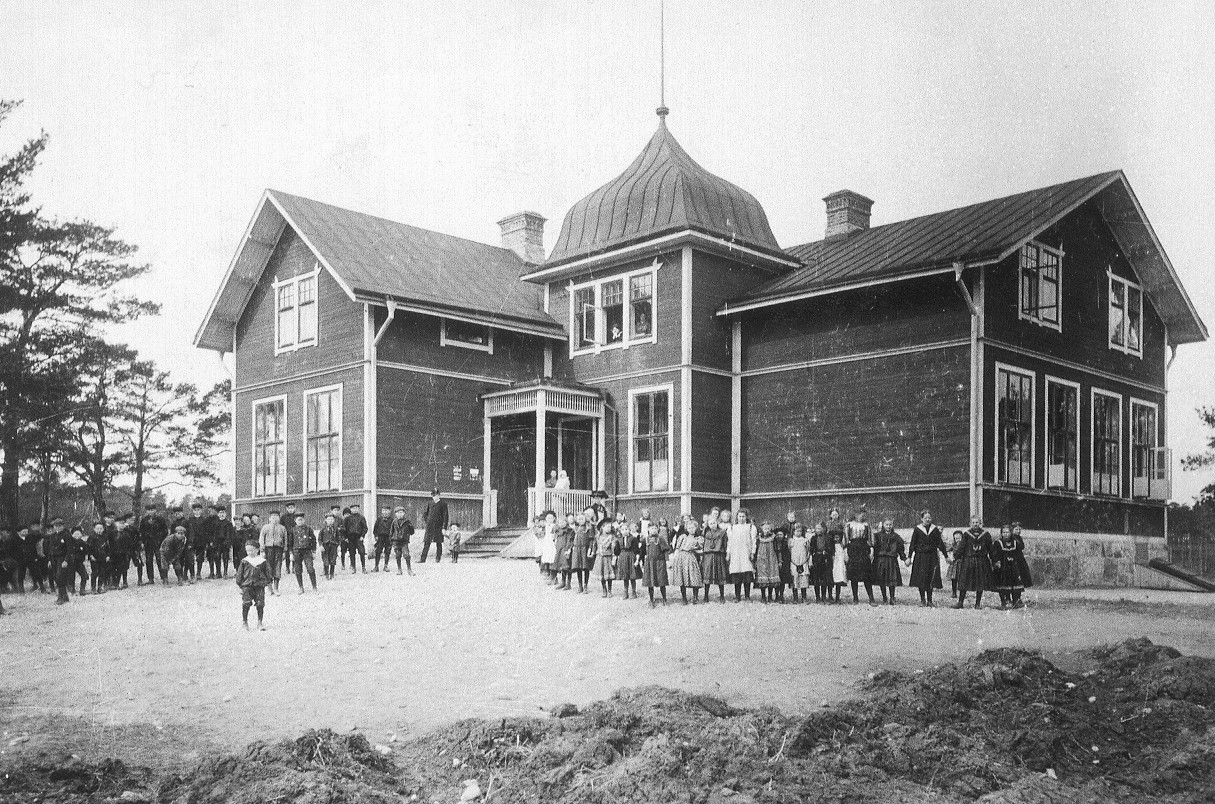
Röda skolan, 1908.

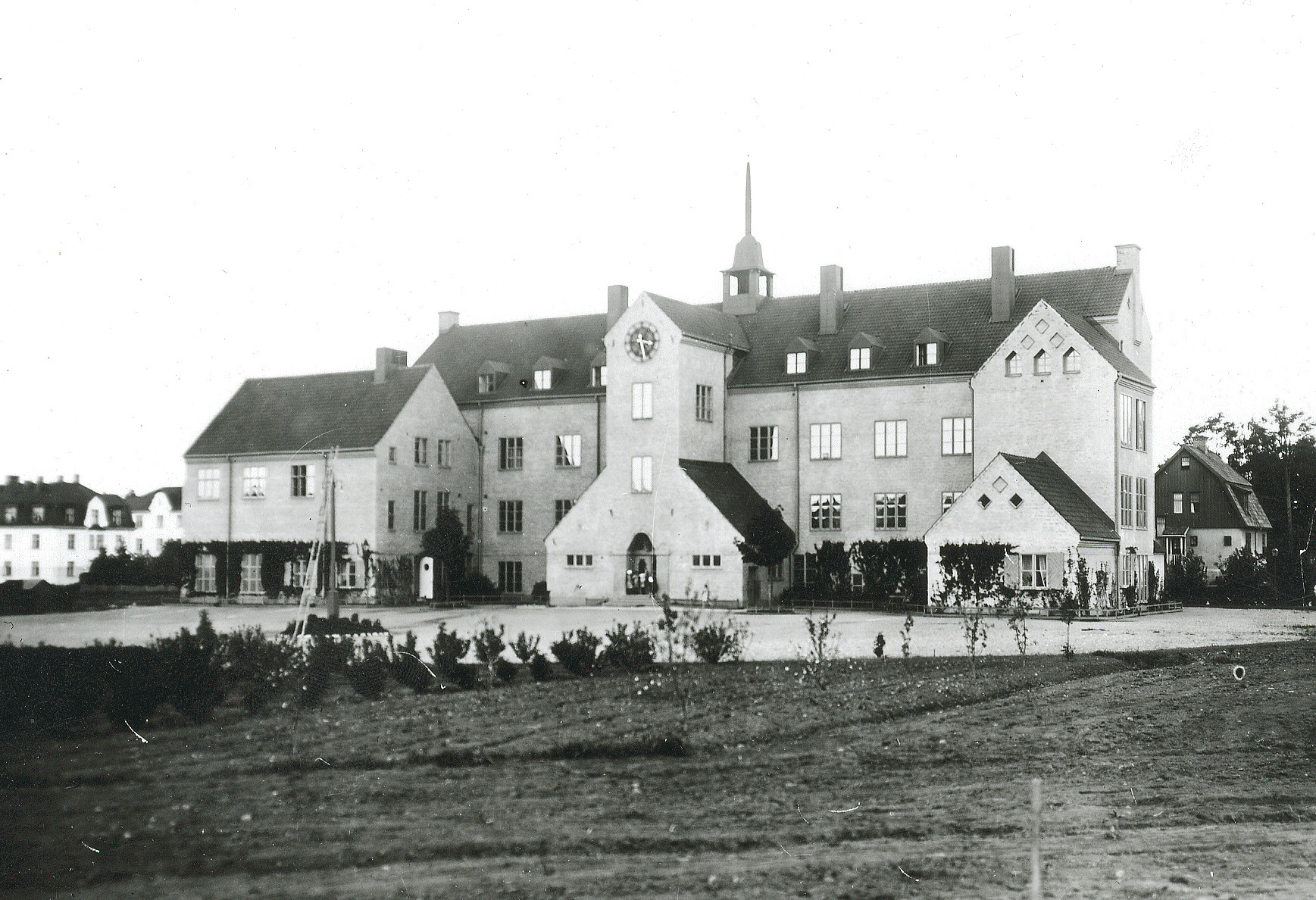
Vita skolan innan tillbyggnaden, 1921.

Gamla Enskedes första folkskola var ett rödmålat trähus som därför kallades ”Röda skolan”. Byggnaden ritades 1903 av skolarkitekten Georg A. Nilsson och låg vid nuvarande Guldsmedsvägen / Röda backens väg. Här bedrevs skolverksamhet i olika former fram till 1967. Byggnaden revs 1977.

### Enskede skola
Ganska snart visade sig att skolhuset från 1903 blev för litet. Samma problem hade flera nybildade samhällen i Stockholms omgivning och omkring 1915 fick Georg A. Nilsson i uppdrag att upprätta en sorts standardritningar för folkskolor som sedan uppfördes i Stockholms södra förorter, nämligen Långbrodalsskolan, Örbyskolan och så Enskede folkskola. Alla tre uppfördes ungefär samtidigt omkring år 1915 efter nästan identiska ritningar, för Enskede folkskola användes en spegelvänd variant. Alla tre känns igen på det karakteristiska utanpåliggande trapphustornet med sidoställda pulpettak och klocka högst upp. Skolorna gestaltades av Nilsson i en kraftfull tegelarkitektur. Fasaderna slammades och avfärgades i olika kulörer. Långbrodalsskolan och Örby skola fick tegelröda fasader och Enskede skola en ljus gulvit färgsättning. Formgivningen är nationalromantikens och anknyter till 1600-talets enkla stenhus med gavlar, branta takfall, portaler och ankarslutar.
Enskede skolans huvudbyggnad kallades ”Vita skolan” på grund av sin ljusa färgsättning. Byggnaden uppfördes centralt i Gamla Enskede vid Stockholmsvägen / Mittenvägen, strax nordost om Margaretaparken och invigdes 1915. Huset bestod till en början av en byggnadskropp på 50 x 11 meter med tre våningar och en takvåning. I bottenvåningen fanns bland annat bassängbad, träslöjdsal, kök, matsal och husets pannrum samt vaktmästarbostaden. På våning 1 trappa låg ursprungligen sex klassrum och lärarrum samt gymnastiksalen som inrymdes i en "påhängd" flygelbyggnad. På våning 2 trappor låg sex klassrum och i takvåningen inrättades specialrum som ritsal, sysal, musikrum, rum för naturkunnighet och ett friluftsklassrum där man undervisade lungsjuka elever. Lärosalarna orienterades åt sydväst och markeras genom sina höga fönster i fasaden. Totalt fanns plats för omkring 470 elever. 
Huvudbyggnaden blev också snart för trång och 1923 utökades därför bebyggelsen med flyglarna och länkbyggnader som förlängde huvudbyggnaden symmetrisk mot norr och söder. Även tillskottet var ritat av Nilsson och anknöt i stilen till huvudbyggnadens arkitektur.
Sedan 1923 har en del förändringar skett, bland annat har den ursprungliga planlösningen förändrats och de gamla lärosalarna har byggts om. Exteriört bevarar bebyggelsen dock sin ursprungliga karaktär. 1994 genomgick skolan en omfattande renovering då tillkom slöjdbyggnaden, och stora idrottshallen ritade av Robert Rignell på Myrenbergs arkitektkontor.

### Planerad om- och tillbyggnad
År 2018 presenterade SISAB ett förslag för tillbyggnad av skolan med en ny byggnad. Den skall inrymma kök, matsal, gymnastiksalar, musiksal och lärosalar för förskola till årskurs 3. Den nya byggnaden är tänkt att uppföras i 5 plan, varav 2 plan under mark. På platsen står idag två äldre skolbyggnader som kommer att rivas. I januari 2020 avstyrktes förslaget av  Stadsmuseet i Stockholm. Anledningen är enligt Stadsmuseet att det nya huset skulle bli för stort och passar inte in i skolans historiska bebyggelse, som har ett högt kulturhistoriskt värde.

## Verksamheten idag
Skolan har i dag cirka 920 elever som undervisas från förskoleklass till årskurs 9. Verksamheten sysselsätter omkring 125 medarbetare.

Nutida bilder
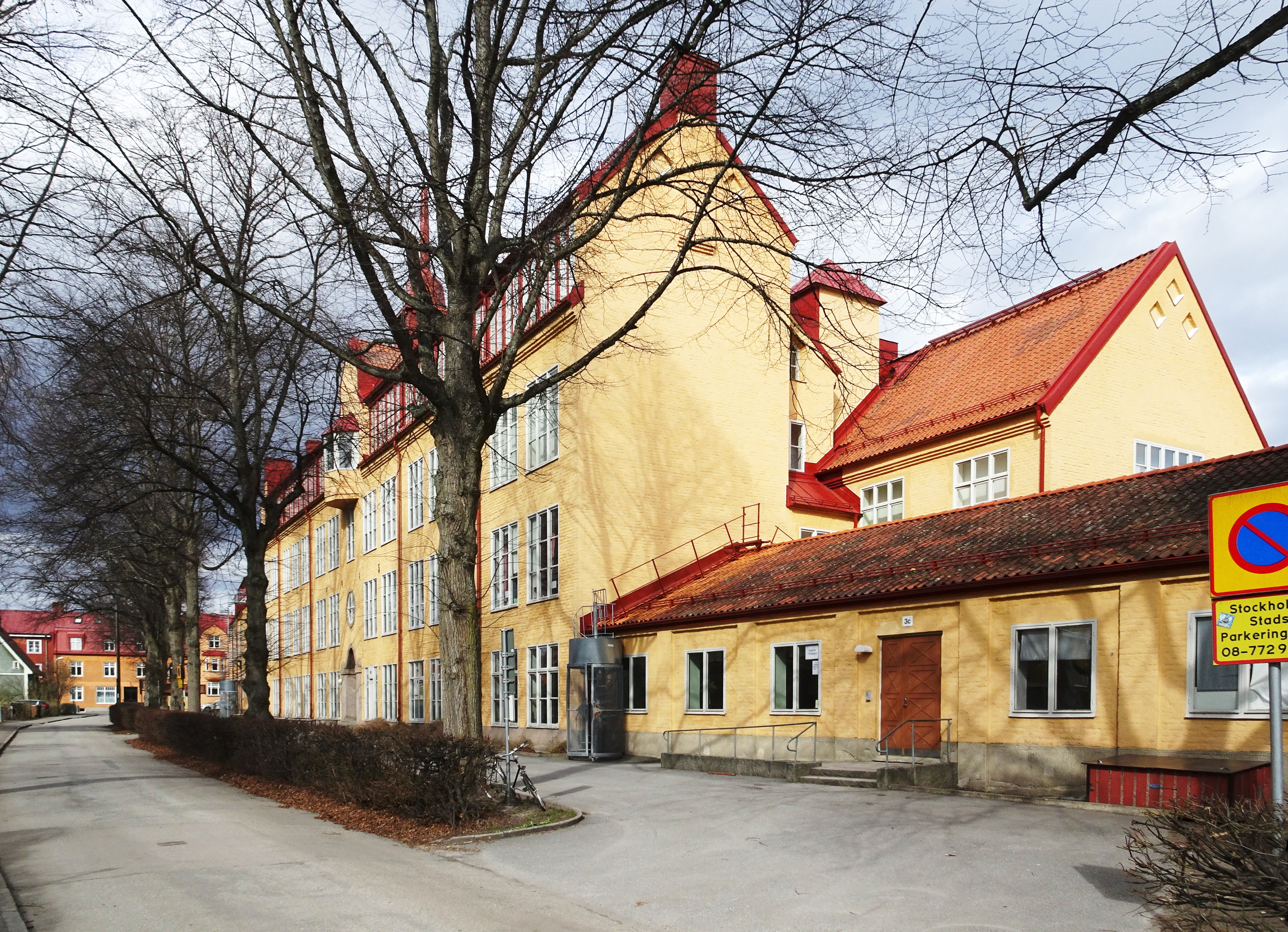
Fasad mot Mittelvägen.
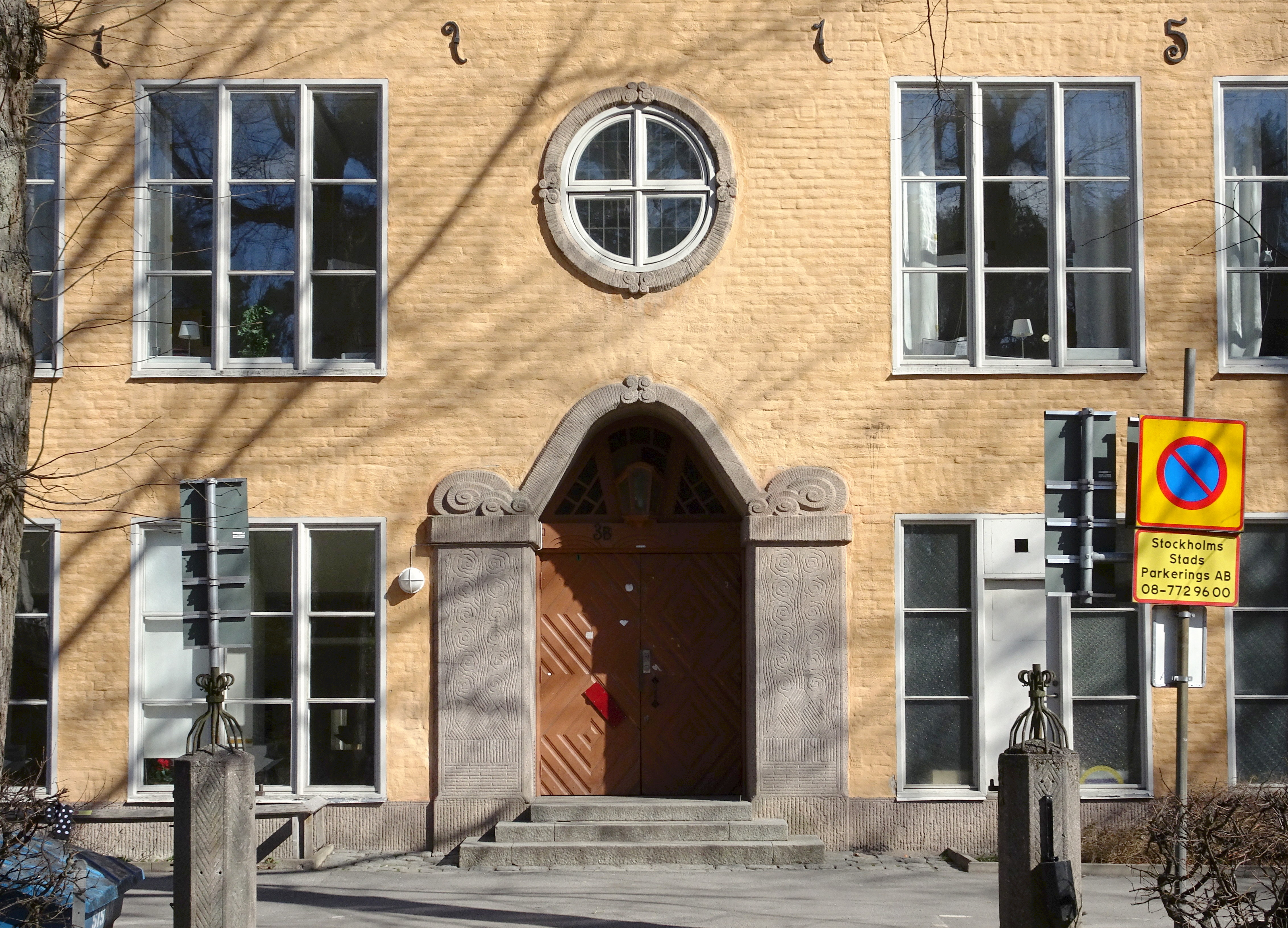
Entréportal mot Mittelvägen.
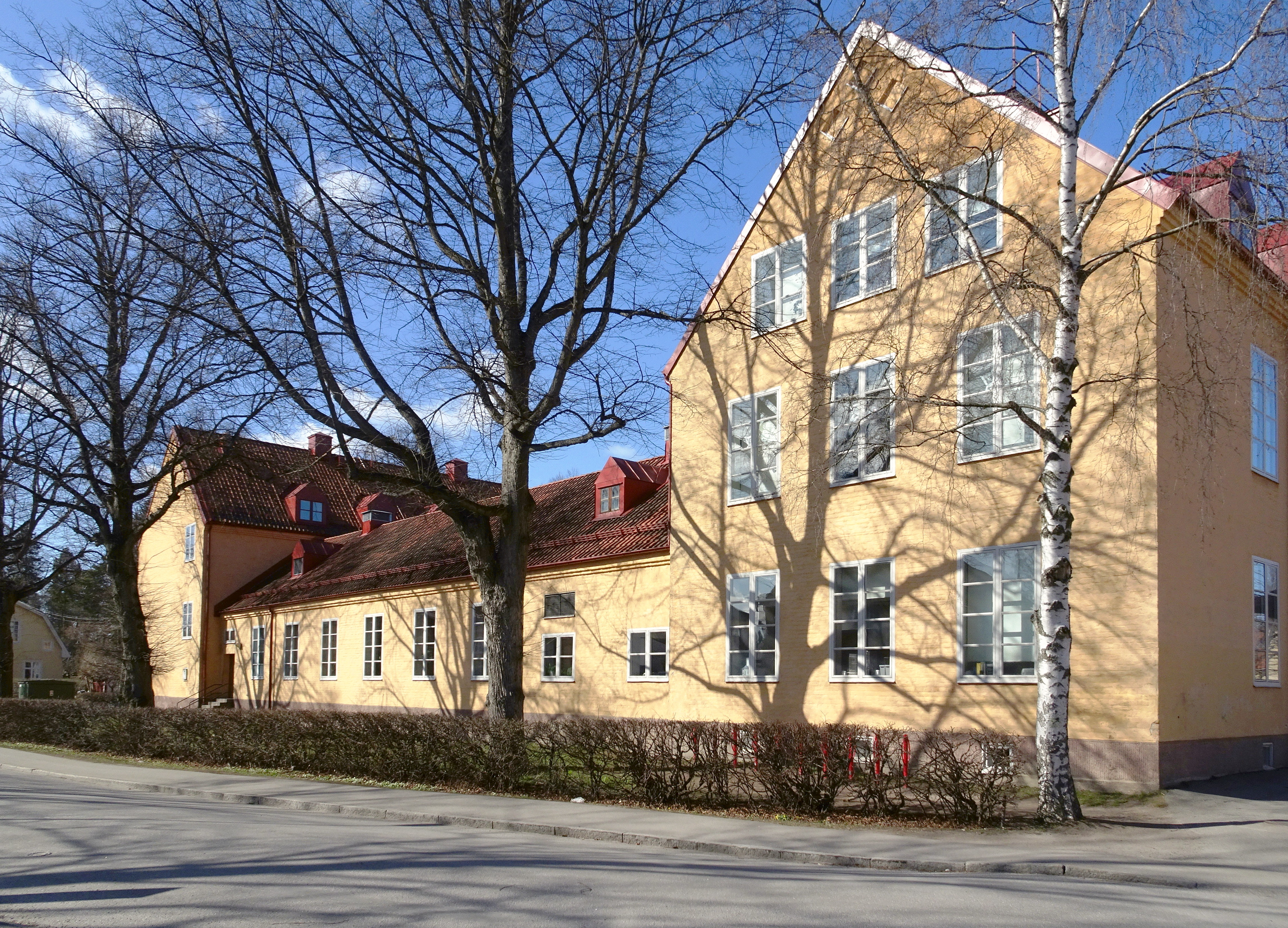
Tillbyggnaden mot Stockholmsvägen.
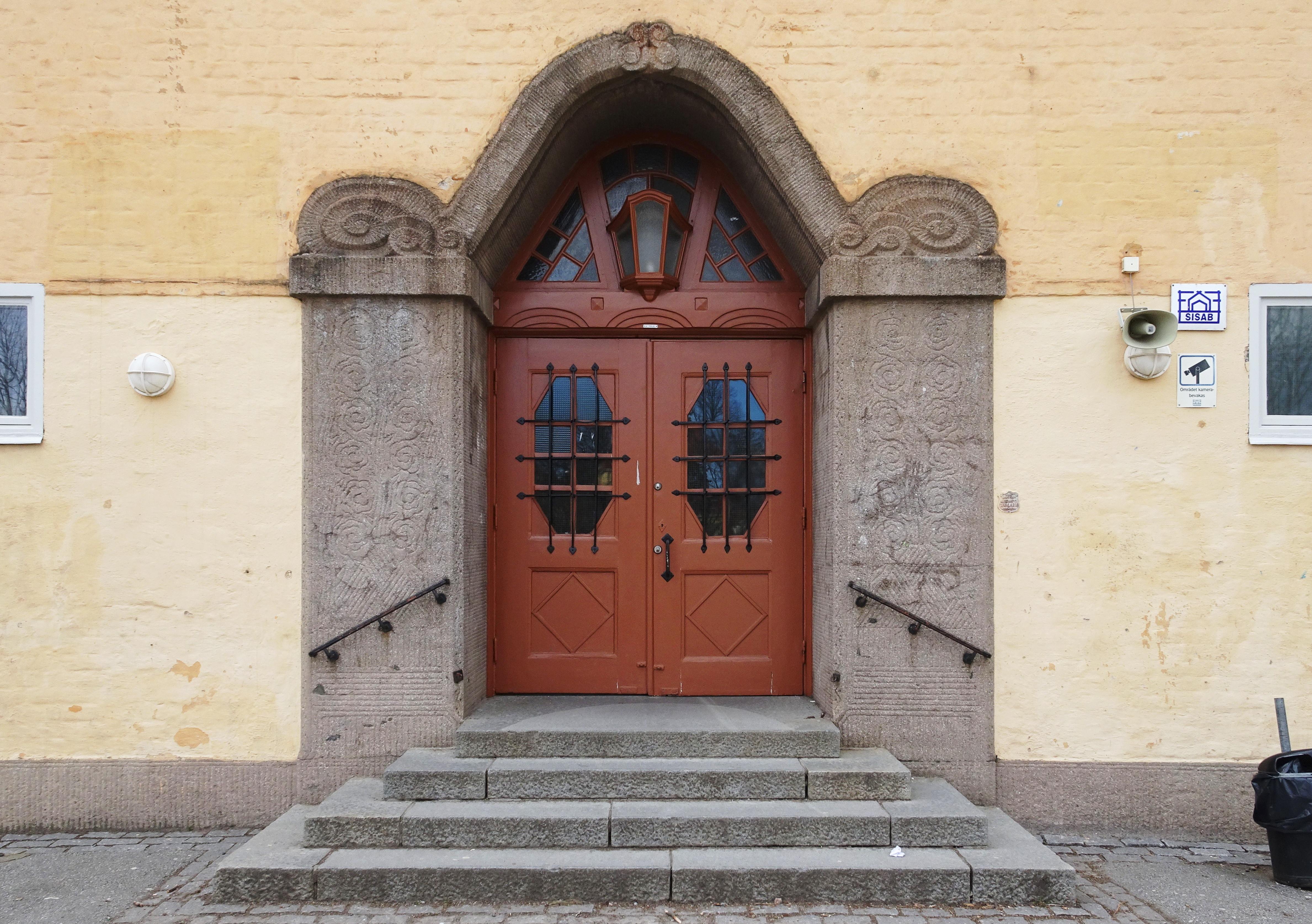
Entréportal mot skolgården.
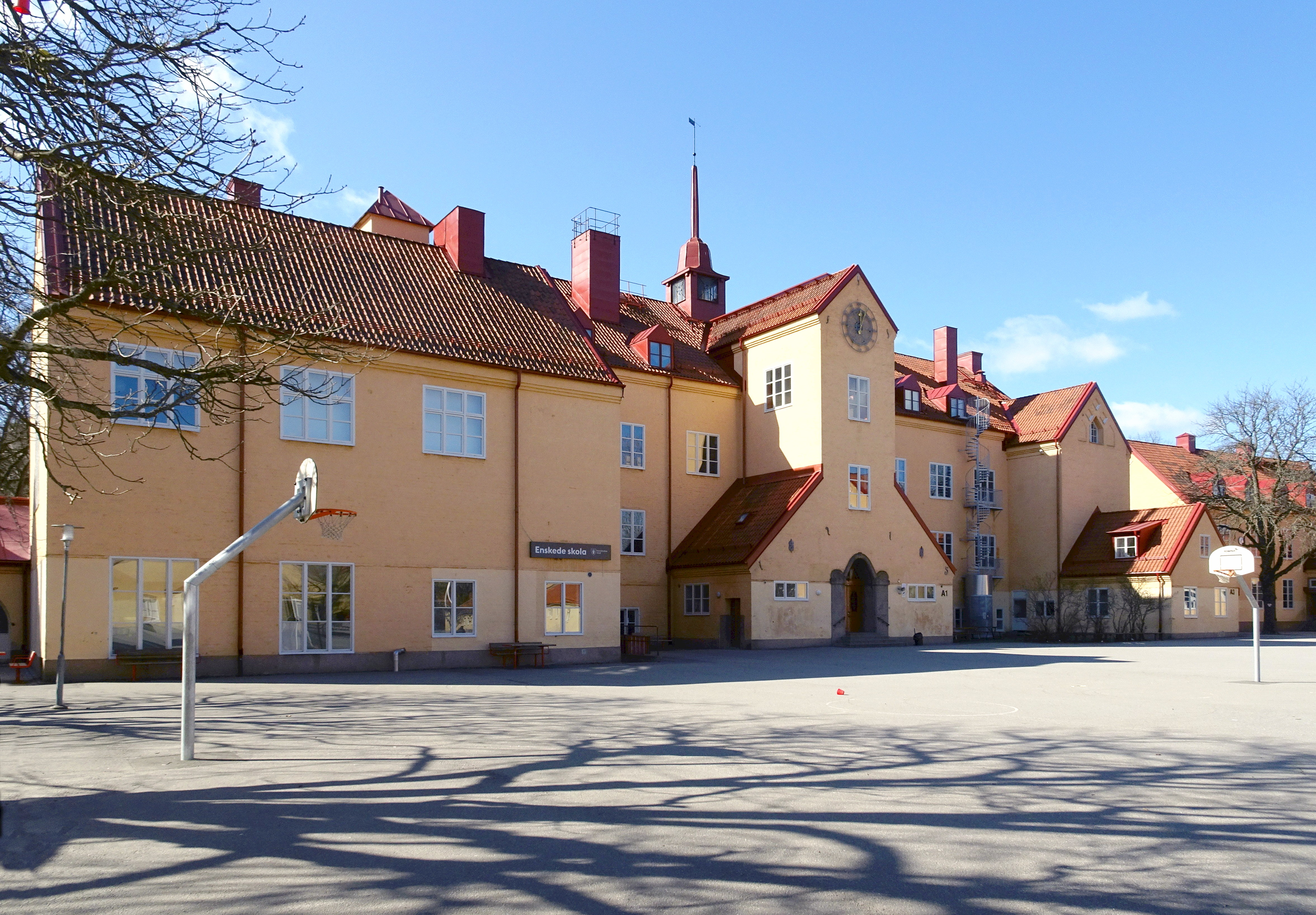
Fasaden mot skolgården.